# Hand of Blood
«Hand of Blood» — второй мини-альбом британской метал-группы Bullet for My Valentine. Альбом был выпущен на лейбе Trustkill Records 22 августа 2005 года. Некоторые песни из этого альбома впоследствии появляются в альбоме The Poison.

## Использование песен в играх
- «Hand Of Blood» -  Need for Speed: Most Wanted и Burnout Revenge
- "4 Words (To Choke Upon)" - NHL 06 и Madden NFL 06

Все игры выпущены Electronic Arts в 2005 году.

## Список композиций
Слова и музыка авторства группы Bullet for My Valentine.
Слова и музыка всех песен — Bullet for My Valentine.
| №                   | Название                  | Длительность |
| ------------------- | ------------------------- | ------------ |
| 1.                  | «4 Words (To Choke Upon)» | 3:44         |
| 2.                  | «Hand of Blood»           | 3:36         |
| 3.                  | «Cries In Vain»           | 3:59         |
| 4.                  | «Curses»                  | 3:59         |
| 5.                  | «No Control»              | 3:34         |
| 6.                  | «Just Another Star»       | 2:54         |
| Общая длительность: | Общая длительность:       | 21:59        |

| №  | Название          | Длительность |
| -- | ----------------- | ------------ |
| 7. | «Turn to Despair» | 3:24         |

| №  | Название                                | Длительность |
| -- | --------------------------------------- | ------------ |
| 1. | «4 Words (To Choke Upon)» (Music Video) | 3:44         |
| 2. | «Hand of Blood» (Music Video)           | 3:36         |

## Участники записи
- Мэттью Так — ведущий вокал, ритм и соло-гитара
- Майкл Пэджет — ритм и соло-гитара, бэк-вокал
- Джейсон Джеймс — бас-гитара, вокал
- Майкл Томас — ударные